# Avantgarda

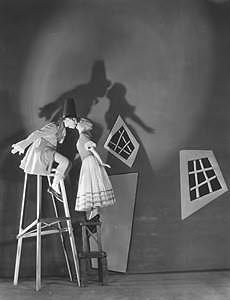
The Love of Zero, 35mm film Roberta Floreye, 1928

Avantgarda (z francouzského avant-garde, předvoj) bylo kulturní a umělecké hnutí první poloviny 20. století. Avantgardní umění je etapa ve vývoji moderního umění, které je poslední vývojovou fází novodobého umění. Předcházející etapou ve vývoji umění byla moderna, která byla přechodným vývojovým stadiem mezi tradičním uměním 19. století. S modernou je avantgarda spojena antitradicionalismem a společenskou revoltou. Etapou následující je postmoderní umění. Výchozími ideovými ohnisky bylo poválečnému avantgardnímu hnutí curyšské dada a sovětské revoluční umění.
V širším smyslu se slovo avantgarda používá pro jakýkoli umělecký nebo intelektuální předvoj, tedy lidi přinášející a hledající nové myšlenky a podněty.

## Historie
Hlavní znaky avantgardy: odmítání sociální nespravedlnosti, z toho plynoucí příklon k radikálním a extremistickým politickým hnutím (komunismus, anarchismus, fašismus). To je typické například pro italský futurismus, dále kolektivismus, který se projevoval snahou o sdružování se do skupin, spolků, svazů a klubů (Bauhaus, De Stijl, Devětsil). Podstatným rysem je experimentování a hledání nových obsahů a forem.
Období vzniku avantgardy je obdobím první světové války a krachu evropských humanitních ideálů. Současně však také nastupuje idea nové a spravedlivější společnosti, přicházející s Říjnovou revolucí. Souběžně s těmito událostmi probíhá bouřlivý rozvoj techniky a vědy. Společnost se po válce nachází ve víře v utopistickou vizi nového světa, ovládaného strojem. Vystřízlivění z utopických snů přinesla hospodářská krize, která otřásla avantgardní vírou v zázračnou moc techniky a ve zrod nového člověka.
Představa, že nové vynálezy a společenské vztahy od základu změní samu biologickou podstatu člověka, že se během několika let promění jeho po tisíciletí utvářené fyziologické a psychické mechanismy, se už tehdy ukázala jako zcela nereálná. Avantgardní umění je různorodou, členitou a někdy i rozporuplnou periodou vývoje umění. Inspirovalo se jak novými vědeckými objevy, technickými vynálezy a materiály, tak euforickou atmosférou, životním rytmem a novými formami velkoměstského života: filmem, jazzem, sportem, moderními dopravními prostředky, automobily, letadly, transatlantiky, ale i exotikou dalekých krajů a zámořských cest. Avšak většinu těchto podnětů přijímalo v radikální utopické perspektivě.

## Etymologie
Avantgarda je slovo francouzského původu (avantgarde, kde avant = před, la garde = hlídka, stráž), původně znamenající vojenský předvoj. Tento výraz se užívá v terminologii umělecké, kde představuje umělce či uměleckou skupinu, jejichž tvorba je pro danou dobu průkopnická či objevná. Tento výraz je používán ve všech uměleckých odvětvích.

## Nejvýznačnější proudy, hnutí a směry avantgardy
Během první světové války a po ní vzniklo ohromné množství různých avantgardních směrů, proudů a hnutí. Některé zasáhly jen jednu oblast umění, jiné se odrazily ve všech uměleckých oblastech.
Abstraktivismus – nefigurativní, abstraktní malířství a sochařství. Jeho počátky se datují kolem roku 1910, kdy Vasilij Kandinskij namaloval v Mnichově svůj první abstraktní obraz. Vyhraněnou podobou se abstraktivismus projevil v architektuře skrze umělecký směr konstruktivismus.
Dadaismus – zrodil se uprostřed první světové války ve Švýcarsku a v USA jako protest proti nesmyslnému vraždění na válečných frontách. Hlavním principem dadaismu je využití náhody, která přináší nesmyslné souvislosti, vymykající se racionálnímu chápání. Dadaisté objevili nové tvůrčí metody (koláž, ready-made).
Expresionismus – směr projevující se zejména ve výtvarném umění, literatuře a dramatické tvorbě. Odrážel společenskou dobovou krizi plnou sociálních rozporů. Mezi používanými technikami vystupují v malířství do popředí technika dřevořezu a akvarel. Expresionismus se nejprve projevil ve výtvarném umění v tvorbě skupin Die Brűcke a Der blaue Reiter.
Druhou skupinu tvořili výtvarníci Vasilij Kandinskij a Paul Klee. Působili na Bauhausu a vzájemně se ovlivňovali. Zkoumali vnitřní význam barvy, geometrické formy a jejich souvislosti. Za hlavního představitele expresionismu je považován norský malíř Edvard Munch.
Futurismus – umělecký směr stojící na počátku avantgardy. Vznikl v Itálii, objevuje se však i v Rusku. Projevoval obdiv k technické civilizaci a radikální odpor ke způsobu života předindustriální společnosti a k mocenskému postavení katolické církve. Ústředními tématy futurismu byl pohyb, rychlost, síla, destrukce, futuristické okouzlení technikou přejal český, mezinárodně uznávaný směr avantgardy poetismus (někdy však považován za odnož kubofuturismu).
Kubismus – (francouzsky cube – krychle), malířský a sochařský směr (ovšem projevil se i v literatuře – některé básně Jeana Cocteaua), který se zcela odlišil od dosavadního pojetí obrazové reality. Podnětem vzniku bylo poznání oceánského a negerského sochařství. Představitel kubismu Pablo Picasso řekl: „Maluji předměty tak, jak je myslím, nikoliv, jak je vidím“.
Kubismus se projevil také v české architektuře způsobem, jaký nemá obdobu nikde ve světě.
Kubofuturismus – jako kubofuturismus se označuje spojení některých kubistických prvků s prvky futurismu. Někdy se za představitele kubofuturismu považuje básník a dramatik Guillaume Apollinaire.
Funkcionalismus – architektonický mezinárodní směr evropské avantgardy, jehož základním heslem bylo: forma následuje funkci. Architektura je považována za organizaci životního dění ve smyslu biologickém, sociálním, ekonomickém, psychickém a technickém. Futurismus přerostl meze architektury a snažil se být novým způsobem myšlení. Podstatu funkcionalismu objasnil architekt Le Corbusier a formuloval jeho manifest. Je považován za poslední společný mezinárodní sloh.
Surrealismus – zrodil se roku 1924 v pařížské dadaistické skupině. Hlavní postavou surrealistického hnuti byl André Breton, který surrealismus definoval jako čistý psychický automatismus. Diktát myšlení bez jakéhokoliv rozumového dozoru, mimo jakékoliv estetické nebo mravní zřetele. Inspirován byl především psychoanalýzou Sigmunda Freuda.
Nadrealismus – modifikace surrealismu ve slovenské literatuře a částečně výtvarném umění koncem 30. a ve 40. letech 20. století. Nadrealismus se inspiroval českým a francouzským surrealismem.

## Avantgarda v literatuře
Literární avantgarda je shrnujícím označením pro různé literární směry vzniklé v prvních desetiletích 20. století v rámci umělecké avantgardy. K nejvlivnějším patřily futurismus, expresionismus, dadaismus a surrealismus. Od literární moderny se literární avantgarda odlišovala užším sepětím tvorby s životním stylem a politikou. Avantgardní spisovatelé byli často ideologicky vyhranění, zejména levicově nebo fašisticky. O změnu společnosti se literární avantgarda svou činností pokoušela společně s avantgardním výtvarným uměním, avantgardní hudbou, avantgardním filmem, avantgardní fotografií a dalšími dílčími avantgardními projevy. Neobyčejně populárními se staly manifesty, někdy dokonce zastiňovaly či nahrazovaly samotnou tvorbu.
Avantgarda dávala v literární podobě přednost dramatu a poezii před románem, neboť ten byl na počátku 20. století nejprestižnějším literárním žánrem, spojovaným s převládajícím uměním, vůči němuž se avantgardní spisovatelé vymezovali. Také s oblibou využívali hybridních žánrů a svá díla veřejně přednášeli nebo přímo vytvářeli a pořádali happeningy. Mezi nejdůležitější tvůrce avantgardní literatury patřili Filippo Tommaso Marinetti, zakladatel italského futurismu, Guillaume Apollinaire, tvůrce literárního kubismu, dadaisté Hugo Ball a Tristan Tzara a surrealisté jako André Breton, Philippe Soupault, Louis Aragon a Robert Desnos. Hlavním představitelem divadelní avantgardy se stal Antonin Artaud. V Německu byl nejsilnějším avantgardním směrem expresionismus, k němuž se řadili Georg Trakl, Gottfried Benn a Georg Heym. Ze španělských tvůrců dosáhli nejvýraznějších úspěchů dramatik a básník Federico García Lorca a básnická generace 27.
V českém prostředí patřil k předním avantgardním teoretikům Karel Teige. V roce 1920 se čeští avantgardní spisovatelé a výtvarníci spojili do svazu Devětsil. Avantgardními směry, které se v české literatuře nejsilněji prosadily, byly poetismus a surrealismus, z literátů byli nejvýznamnější Vítězslav Nezval, Vladislav Vančura, František Halas nebo Jaroslav Seifert v prvním období své tvorby. Konec české avantgardy je datován rokem 1938. Po druhé světové válce a komunistickém puči v roce 1948 upadla česká avantgarda i přes svou deklarovanou socialistickou revolučnost do nemilosti režimu jakožto údajně formalistické a politicky chybně orientované hnutí.

## Avantgarda v hudbě
- Frank Zappa
- Captain Beefheart
- Ornette Coleman
- John Cage
- Derek Bailey
- The Residents
- San Ra
- Bladee
- Ecco2K
- Playboi Carti
- 100 Gecs
- Yung Lean
- Drain Gang
- Lenc
- Plastic
- Hahmad_Swag
- Poseidon Vltavy
- Jake Empty (Kuba Kubíček)
- Thelonious Monk

## Avantgarda ve filmu
- Alexandro Jodorowsky

## Avantgarda v malířství
- Pablo Picasso

## Avantgarda ve fotografii
Pro avantgardní fotografii v Evropě je významný pohled z ptačí (nadhled) nebo žabí perspektivy, diagonální kompozice, odvážné výřezy, objevování krásy zdánlivě neestetických a průmyslových motivů, oslava moderního života, moderní architektury a moderních výrobků. Můžeme se setkat také s pojmenováním téhož období jako modernismus nebo moderní fotografie. Jedná se o období 1918 – 1945. Prvním kolektivním vystoupením fotografické avantgardy je výstava Nová fotografie roku 1930, na kterou pozval Alexander Hackenschmied Josefa Sudka.

### Skupiny v Československu
Mezi nejvýznamnější představitele československé avantgardy jsou umělecká skupina Devětsil, Ra, Fotoskupina pěti, Fotolinie a DAV.

### Jednotlivci v Československu
Za jednotlivé umělce jsou to František Drtikol, Jaromír Funke nebo Josef Sudek a dále:
- Jaroslav Rössler – člen Devětsilu
- Adolf Hoffmeister – člen Devětsilu
- Karel Teige – člen Devětsilu
- Evžen Markalous – člen Devětsilu
- Jindřich Štyrský – člen Devětsilu, surrealista, erotické koláže Emilie přichází ke mně ve snu, obálky sešitového vydání Fantomase (1929)
- Irena Blühová a Ladislav Foltýn, kteří absolvovali německou školu Bauhaus
- Karel Kašpařík – olomoucký surrealistický fotograf známý svými konstruktivistickými portréty
- Miloš Dohnány, žák Funkeho
- Josef Ehm – pohled z ptačí nebo žabí perspektivy, diagonální kompozice, odvážné výřezy, objevování krásy zdánlivě neestetických a průmyslových motivů, oslava moderního života, moderní architektury a moderních výrobků
- František Vobecký – surrealista
- Josef Bartuška – surrealista
- Václav Zykmund – surrealista
- Ada Novák – surrealista
- Bohumil Němec – surrealista
- Martin Gamerský – surrealista
- František Povolný – surrealista
- Miroslav Hák – surrealista
- František Čermák (fotograf) – uskutečňoval principy avantgardního konstruktivismu a nové věcnosti
- Vladimír Hnízdo – uskutečňoval principy avantgardního konstruktivismu a nové věcnosti
- Jiří Kroha – koláže pro politickou propagaci
- Karol Plicka – idealizované etnografické fotografie
- Eugen Wiškovský – obrazová metafora

### Jednotlivci v Maďarsku
Ze zahraničních fotografů jsou to například maďarští emigranti André Kertész, László Moholy-Nagy a Brassaï a dále:
- Ernö Berda

### Jednotlivci v Německu
Německo:
- John Heartfield – proslavil se dadaistickými kolážemi proti nacistickému režimu
- Trude Fleischmann
- Helmut Newton

### Jednotlivci v Sovětském svazu
SSSR:
- Alexandr Rodčenko – proslavil se kolážemi

### Jednotlivci v USA
- Robert Maplesoap
- Man Ray

### Jednotlivci v Rakousku
Rakousko:
- Josef Anton Trčka – expresivní portréty
- Rudolf Koppitz – moderní tanec

### Jednotlivci ve Francii
- Max Ernst – dadaistické koláže[7]

### Jednotlivci ve Spojeném království
- Bill Brandt

### Jednotlivci v Polsku
Z Polska sem patří:
- Mieczysław Szczuka – fotomontáže
- Teresa Żarnoverová
- Janusz M. Brzeský – koláže
- Herbert Bayer
- Wladyslaw Bednarczuk – uskutečňoval principy avantgardního konstruktivismu a nové věcnosti

### Nezařazení fotografové[7]
- Hannah Höch – dadaistické koláže
- Paul Citroen – absolvent Bauhausu, autor koláže Metropolis
- Sergej Protopopov – slovenský fotograf a akademický malíř původem z Ruska
- Kata Kálmán – sociální fotografie oslavující práci
- Helmar Lerský – uskutečňoval principy avantgardního konstruktivismu a nové věcnosti
- Károly Escher – uskutečňoval principy avantgardního konstruktivismu a nové věcnosti

### Školy[7]
- Bauhaus
- Škola uměleckých řemesel Bratislava
- Státní grafická škola Praha